# Moddershall
Moddershall är en ort i Storbritannien.   Den ligger i grevskapet Staffordshire och riksdelen England, i den södra delen av landet, 210 km nordväst om huvudstaden London. Moddershall ligger 171 meter över havet och antalet invånare är 947.
Terrängen runt Moddershall är platt. Runt Moddershall är det ganska tätbefolkat, med 207 invånare per kvadratkilometer. Närmaste större samhälle är Stoke-on-Trent, 9,8 km nordväst om Moddershall. Trakten runt Moddershall består i huvudsak av gräsmarker.